# Pacte tripartite

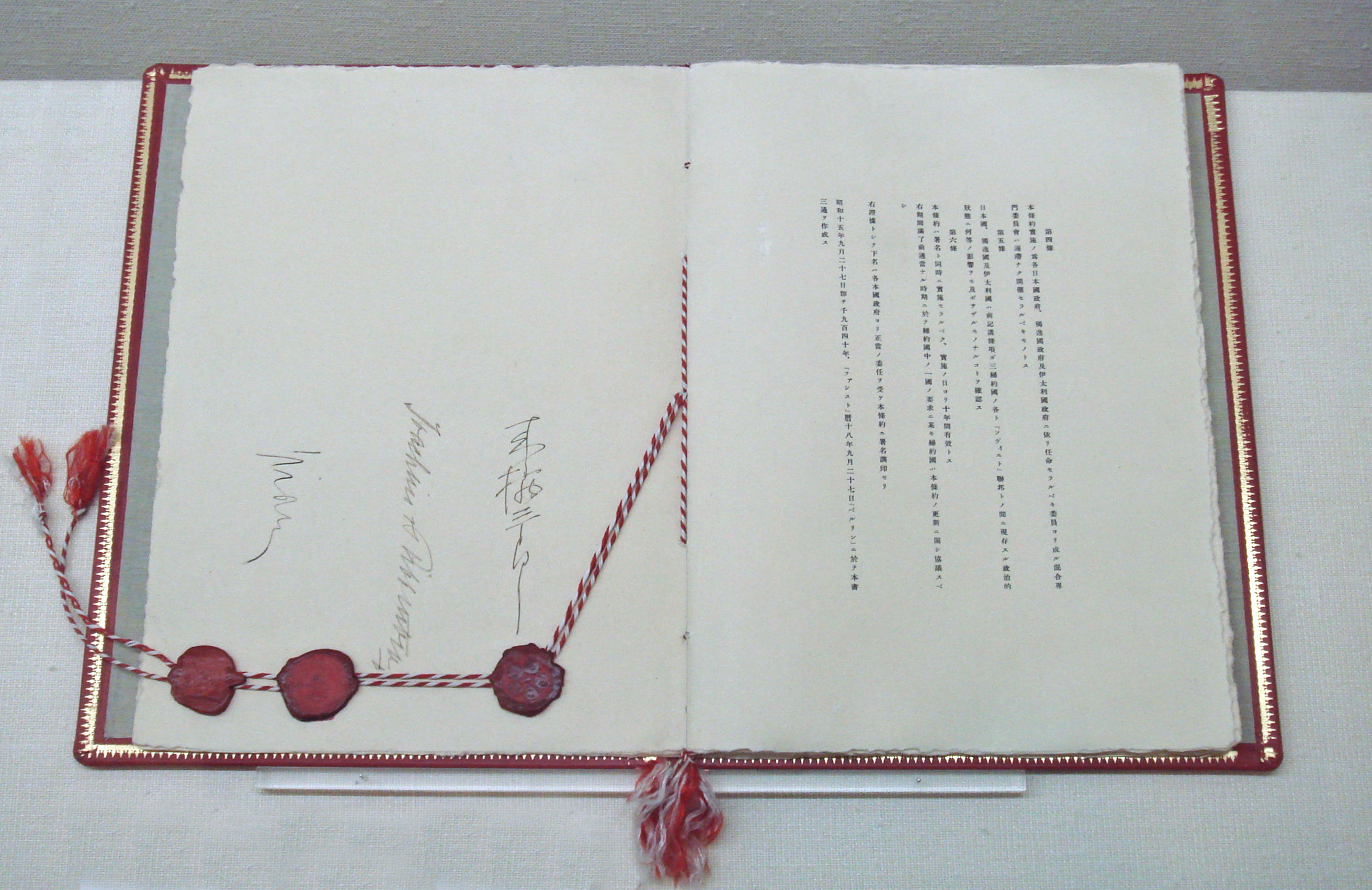
Version en japonais du Pacte tripartite.

Le Pacte tripartite fut un pacte militaire signé à Berlin le 27 septembre 1940 qui établit l'axe Rome-Berlin-Tokyo de la Seconde Guerre mondiale.
Le Pacte fut signé par les représentants du Troisième Reich (Adolf Hitler), de l'Italie fasciste (ministre des Affaires étrangères Galeazzo Ciano) et de l'empire du Japon (ambassadeur du Japon en Allemagne Saburō Kurusu).
Dans les mois qui suivirent, le Pacte fut également signé par :
- la Hongrie (Pál Teleki) le 20 novembre 1940[1] ;
- la Roumanie (Ion Antonescu) le 23 novembre 1940[1] ;
- la Slovaquie (Vojtech Tuka) le 24 novembre 1940[1] ;
- la Bulgarie (Bogdan Filov) le 1er mars 1941[2] ;
- la Yougoslavie (Dragiša Cvetković) le 25 mars 1941[3] : la participation de ce pays au Pacte fut cependant très éphémère, le gouvernement signataire étant renversé deux jours plus tard ; malgré les assurances du nouveau gouvernement que l'adhésion serait maintenue, l'Allemagne, l'Italie et leurs alliés envahirent la Yougoslavie moins de deux semaines plus tard ;
- l'État indépendant de Croatie (Ante Pavelić), pays formé après le démantèlement de la Yougoslavie, le 15 juin 1941[4].